# La scozzese
La scozzese è un'opera teatrale in prosa in cinque atti di Carlo Goldoni del 1761, ispirata alla commedia L'Écossaise di Voltaire, che nel 1760 aveva entusiasmato le platee francesi e fatto scandalo. 
Visto il notevole successo di pubblico, dopo il debutto del 3 novembre 1761 nel Teatro San Luca a Venezia con Caterina Bresciani nelle vesti della protagonista, fu replicata per quattordici sere e poi ripresa nelle stagioni seguenti. Il medesimo testo di Voltaire fu ripreso anche da Giacomo Casanova, Gasparo Gozzi e Pietro Chiari, senza però raggiungere gli stessi trionfi di botteghino.

## Trama
Londra. Nel suo albergo, Fabrizio alloggia e protegge la giovane e virtuosa Lindana di origine scozzese. Tra gli altri ospiti c'è anche Milord Murrai, figlio del nemico della famiglia di Lindana, responsabile dell'esilio di quest'ultima e della sua separazione dal padre, il conte di Sterlingh, condannato a morte e all’espropriazione dei beni di famiglia da parte del Governo. Pur essendo innocente, il padre fu costretto a fuggire per una macchinazione condotta da Murrai padre e la giovane, rimasta intanto orfana di madre, si è imbarcata su una nave diretta in America facendo tappa a Londra. Lindana e Murrai si innamorano. La fidanzata di Murrai, Miledi Alton, si oppone alla relazione tra i due. L’epilogo è a lieto fine: Lindana ritrova suo padre il quale, dopo la riappacificazione con Murrai figlio, che gli permette di rientrare in possesso dei suo i beni, acconsente alle nozze tra i due.

## Poetica
Goldoni riscrive la patetica storia della Lindane di Voltaire, vittima di un malvagio giornalista, in cui è ben riconoscibile il nemico dei filosofi Élie Catherine Fréron. Nella stagione delle Villeggiature, e alla vigilia della sua partenza per Parigi, l'autore si accosta abilmente a un componimento celebre di un grande intellettuale d'oltralpe, che è anche un suo sponsor prestigioso, in un'emulazione audace e dissimulata. La sua riscrittura, su misura per gli spettatori italiani, elimina gli spunti satirici troppo aspri, valorizza le risorse degli attori che ha a disposizione, razionalizza la storia entro i parametri etici e teatrali della commedia riformata. La vicenda è la medesima però le scelte dei due autori sono diverse: una commedia più polemica e divertente quella di Voltaire; un’opera più centrata sui sentimenti quella di Goldoni.